# Shiokara

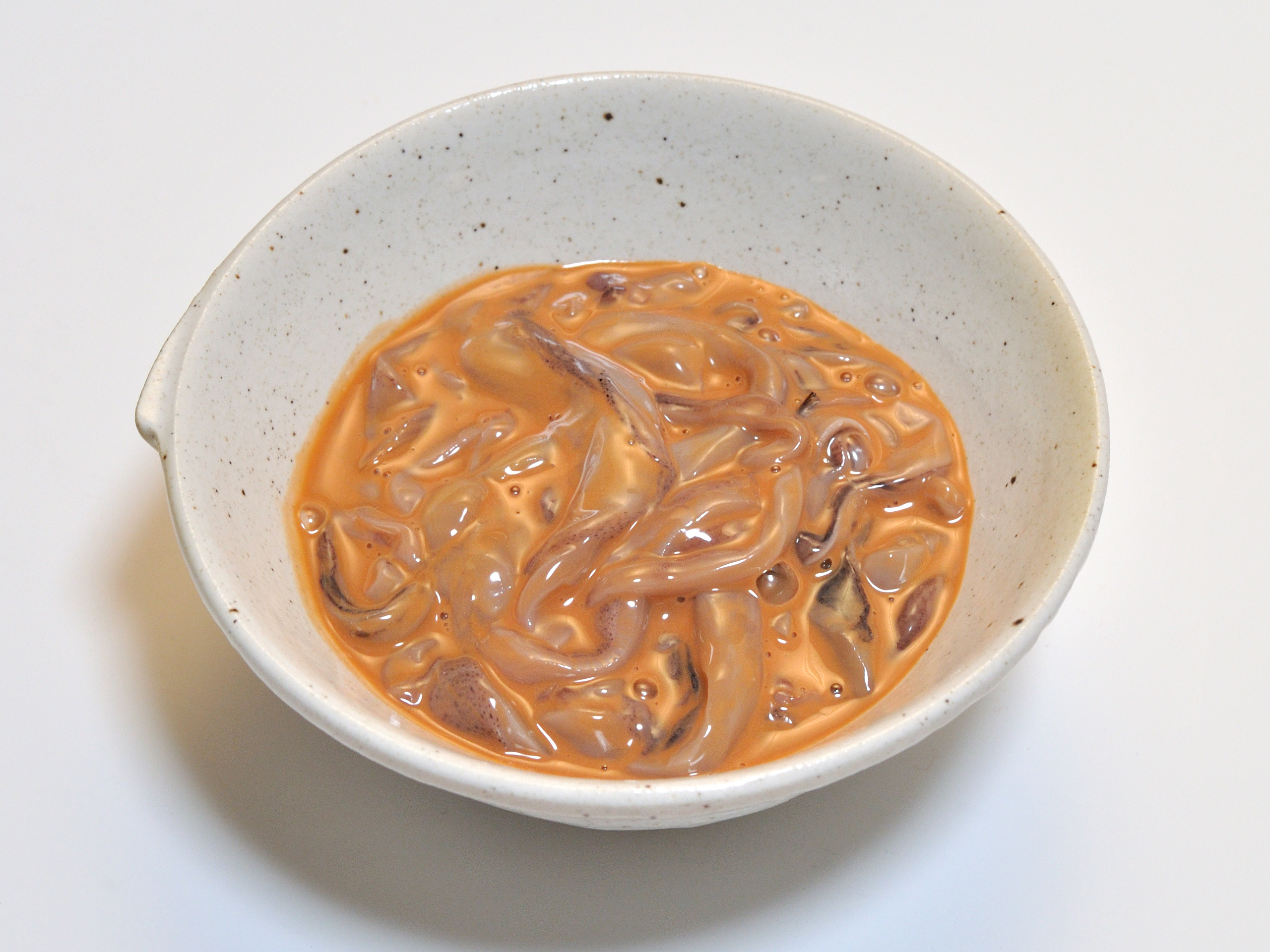
Ika no shiokara.

El shiokara (塩辛?) es un plato de la cocina japonesa elaborado a partir de diversos pescados y mariscos. Consiste en pequeños trozos de la carne del animal en una pasta viscosa marrón de sus vísceras fermentadas y muy saladas (salsa de pescado). Para lograr esta pasta, se mezclan las vísceras crudas con cerca de un 10% de sal y un 30% de arroz malteado, se introducen en un recipiente cerrado y se dejan fermentar durante hasta un mes. El shiokara se vende en envases de cristal o plástica.

## Características
Su sabor es parecido al de las anchoas curadas, pero con una textura muy diferente. Es uno de los chinmi más conocidos, resultando bastante fuerte y necesitando un paladar entrenado, incluso en el caso de los nativos japoneses. El sabor del shiokara persiste en la boca. Un método de disfrutarlo es consumir la ración de un bocado seguido de un trago corto de whisky. Algunos bares de Japón se especializan en shiokara.
En la gastronomía de Corea son parecidos el jeotgal (젓갈) o jeot (젓), pero difieren los ingredientes y las cantidades de sal empleadas. Una pequeña cantidad de jeotgal hecho de anchoa o gamba se usa a menudo para elaborar kimchi.

## Algunos tipos deshiokara

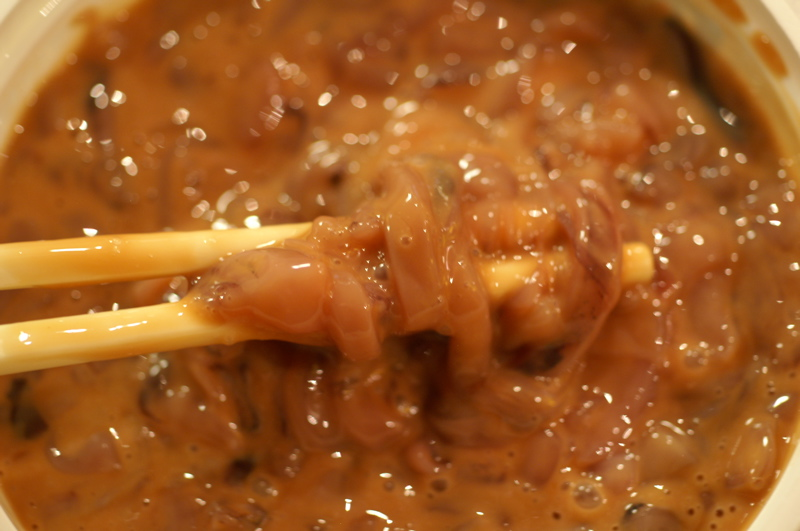
Ika no shiokara con palillos.

- Ika no shiokara, de sepia, la variedad más común;
- Hotaruika no shiokara, de calamar luciérnaga;
- Katsuo no shiokara, de atún listado;
- Kaki no shiokara, de ostra;
- Uni no shiokara, de hueva de erizo;
- Ami no shiokara, de gamba.

Algunos tipos de shiokara tienen nombres especiales:
- Ganzuke (がん漬?), de cangrejo violinista;
- Konowata (このわた, 海鼠腸?), de pepino de mar;
- Mefun (めふん?), de salmón keta (shake).